# جورن نیومایستر
جورن نیومایستر (انگلیسی: Jörn Neumeister؛ زادهٔ ۷ مهٔ ۱۹۸۷) بازیکن فوتبال اهل آلمان است.
از باشگاه‌هایی که در آن بازی کرده‌است می‌توان به باشگاه فوتبال بروسیا دورتموند اشاره کرد.